# Villette, Meurthe-et-Moselle
Villette är en kommun i departementet Meurthe-et-Moselle i regionen Grand Est (tidigare regionen Lorraine) i nordöstra Frankrike. Kommunen ligger i kantonen Longuyon som tillhör arrondissementet Briey. År 2022 hade Villette 188 invånare.

## Befolkningsutveckling
Antalet invånare i kommunen Villette
| Referens: INSEE |